# Ле Вавасур, Уильям, 1-й барон Вавасур
Уильям ле Вавасур (англ. William le Vavasour; умер в 1311 году) — английский аристократ, 1-й барон Вавасур с 1299 года, сын Джона ле Вавасура и Элис Кокфилд. Участвовал в походах короля Эдуарда I в Шотландию и Гасконь. 6 февраля 1299 года Уильям был вызван в парламент, и это событие считается началом истории баронии Вавасур. Был женат на Николь Валлейс, дочери Стивена Валлейса. В этом браке родились сыновья Уолтер, Роберт и Генри.